# Olivier Jouanjan
Pour les articles homonymes, voir Jouanjan.
Olivier Jouanjan, né le 14 mars 1961, est un juriste français.
Il est professeur de droit public à l'Université Panthéon-Assas.

## Biographie
Docteur en droit (thèse soutenue à Dijon en 1990 sur Le principe d'égalité devant la loi et le contrôle juridictionnel des actes du législateur et de l'administration en droit allemand), nommé maître de conférences à l'université de Bourgogne en 1991, il est reçu au concours d'agrégation de droit public en 1992 et nommé professeur à Dijon avant de rejoindre Strasbourg en 1994. Il quitte l'Université de Strasbourg en septembre 2014, élu à l'Université Panthéon-Assas (Paris 2).
Il est membre junior de l'Institut universitaire de France de 1996 à 2001.
Il a été membre du jury de l'agrégation de droit public en 1999-2000.
Il a reçu le prix de la recherche de la Fondation Alexander-von-Humblodt en 2007 et, la même année, le prix Bartholdi en tant que responsable  du « Master Droit EUCOR » de l'Université de Strasbourg.
Il est élu fellow du Collège scientifique de Berlin pour l'année académique 2011-2012.
En 2019, il est l'un des auteurs d'une pétition défendant le maintien des agrégations de droit et leur réforme.
Ses travaux portent sur le droit public allemand, la pensée juridique et le droit constitutionnel en général.
Olivier Jouanjan a écrit en avril 1988 et juin 1989 sous le pseudonyme « Jan Ollivier »  dans les deux premiers numéros de la revue Krisis, revue créée et dirigée par Alain de Benoist, deux articles contre l'ouvrage critique de Victor Farías sur Heidegger et le nazisme  et sur Être et temps de Martin Heidegger.
Sous le même pseudonyme de Jan Ollivier, Olivier Jouanjan a traduit de l'allemand en 1996, dans la collection "Révolution conservatrice" dirigée par Alain de Benoist aux éditions Pardès, le livre de Silvio Vietta, Heidegger, critique du national-socialisme et de la technique.

## Ouvrages
- Le principe d’égalité devant la loi en droit allemand, Economica, 1991.
- Direction de : Figures de l'État de droit. Le Rechtsstaat dans l'histoire intellectuelle et constitutionnelle de l'Allemagne, Presses universitaires de Strasbourg, 2001.
- Codirection de : La notion de "justice constitutionnelle", Dalloz, 2005.
- Une histoire de la pensée juridique allemande (1800-1918). Idéalisme et conceptualisme chez les juristes allemands du XIXe siècle, P.U.F., "Léviathan", 2005.
- Avant Dire Droit, avec Friedrich Müller, Presses Universitaires de Laval, "Dikè", 2007.
- Direction de : Hans Kelsen. Forme du droit et politique de l'autonomie, PUF, "Débats philosophiques", 2010.
- Hermann Heller. La crise de la théorie de l'État, Dalloz, 2012.
- Une histoire de la pensée juridique allemande (1800-1918). Idéalisme et conceptualisme chez les juristes allemands du XIXe siècle, P.U.F., "Léviathan", 2005.
- Justifier l'injustifiable. L'ordre du discours juridique nazi, Presses universitaires de France, coll. "Léviathan", 2017.